# Polistes biguttatus
Polistes biguttatus är en getingart som beskrevs av Alexander Henry Haliday 1836. Polistes biguttatus ingår i släktet pappersgetingar, och familjen getingar. Inga underarter finns listade i Catalogue of Life.